# Raffles - Amatørtyven
Raffles - Amatørtyven (originaltitel Raffles) er en amerikansk dramafilm fra 1930, produceret af Samuel Goldwyn. Dem har Ronald Colman i hovedrollen som Raffles, en ægte engelsk gentleman der er en berygtet juveltyv om natten
og Kay Francis som hans romantiske flirt. Manuskriptet blev skrevet af Sidney Howard baseret på skuespillet Raffles, the Amateur Cracksman fra 1906 af Eugene Wiley Presbrey og E. W. Hornung.
Oscar Lagerstrom blev nomineret til en Oscar for bedste lydoptagelse.
Historien havde været filmatiseret to gange som Amatørtyven i 1917 med John Barrymore som Raffles, og igen
som Amatørtyven i 1925 af Universal Studios. I 1939 blev den filmatiseret som Gentlemantyven, også produceret af Sam Goldwyn, med David Niven i rollen som Raffles.

## Eksterne Henvisninger
- Raffles - Amatørtyven på Internet Movie Database (engelsk)
- Raffles - Amatørtyven i Svensk Filmdatabas (svensk)
- Raffles - Amatørtyven på MovieMeter (nederlandsk)
- Raffles - Amatørtyven på AllMovie (engelsk)
- Raffles - Amatørtyven hos American Film Institute (engelsk)
- Raffles - Amatørtyven på Turner Classic Movies (engelsk)
- Raffles - Amatørtyven på The Movie Database (engelsk)
- Raffles - Amatørtyven på Rotten Tomatoes (engelsk)
- Raffles - Amatørtyven på Filmaffinity (engelsk)
- Raffles - Amatørtyven hos TV Guide (engelsk)